# Carlens Arcus
Carlens Arcus (Puerto Príncipe, Haití, 28 de junio de 1996) es un futbolista haitiano. Juega de defensa y su equipo es el Angers S. C. O. de la Ligue 1 francesa. Es internacional absoluto por la selección de Haití desde 2016.

## Trayectoria
Comenzó su carrera a los 15 años en la Serie D de Brasil. En 2014 regresó a su país donde jugó en el Racing Club Haïtien.
Desde 2015 continuó su carrera en Francia en el E. S. Troyes A. C. y luego en el Lille O. S. C.
En junio de 2022 fichó por el Vitesse Arnhem de la Eredivisie neerlandesa. Dos años después regresó a Francia para unirse al Angers S. C. O.

## Selección nacional
Debutó con la selección de Haití el 2 de septiembre de 2016 ante Costa Rica.

### Participaciones en Copa Oro de la Concacaf
| Copa                            | Sede                    | Resultado      |
| ------------------------------- | ----------------------- | -------------- |
| Copa de Oro de la Concacaf 2019 | Estados Unidos          | Semifinales    |
| Copa de Oro de la Concacaf 2021 | Estados Unidos          | Fase de grupos |
| Copa de Oro de la Concacaf 2023 | Estados Unidos · Canadá | Por definir    |

## Clubes
| Club                   | País         | Año           |
| ---------------------- | ------------ | ------------- |
| Racing Club Haïtien    | Haití        | -2015         |
| E. S. Troyes A. C.     | Francia      | 2015-2016     |
| Lille O. S. C.         | Francia      | 2016-2017     |
| Círculo de Brujas      | Bélgica      | 2017-2018     |
| A. J. Auxerre (cedido) | Francia      | 2017-2018     |
| A. J. Auxerre          | Francia      | 2018-2022     |
| Vitesse Arnhem         | Países Bajos | 2022-2024     |
| Angers S. C. O.        | Francia      | 2024-presente |

## Palmarés

### Títulos nacionales
| Título  | Club               | País    | Año     |
| ------- | ------------------ | ------- | ------- |
| Ligue 2 | E. S. Troyes A. C. | Francia | 2014-15 |